# Цона П. И. П. Локалита Фолони (Авелино)
Цона П. И. П. Локалита Фолони је насеље у Италији у округу Авелино, региону Кампанија.
Према процени из 2011. у насељу је живело 1 становника. Насеље се налази на надморској висини од 511 м.